# Aphytis theae
Aphytis theae är en stekelart som först beskrevs av Cameron 1891.  Aphytis theae ingår i släktet Aphytis och familjen växtlussteklar. Inga underarter finns listade i Catalogue of Life.